# اونوم ابی
اونوم ابی (انگلیسی: Onome Ebi؛ زادهٔ ۸ مهٔ ۱۹۸۳) بازیکن فوتبال اهل نیجریه است.
از باشگاه‌هایی که در آن بازی کرده‌است می‌توان به دیوری گردن اشاره کرد.
وی همچنین در تیم ملی فوتبال زنان نیجریه بازی کرده‌است.